# Ribeira Seca (Calheta)
Ribeira Seca é uma freguesia do município da Calheta, ilha de São Jorge, na Região Autónoma dos Açores,  com 53,18 km² de área e 897 habitantes (censo de 2021). A sua densidade populacional é 16,9 hab./km².
Esta freguesia é uma das maiores freguesias da ilha de São Jorge, e a maior dos Açores, atravessando a ilha na direcção de Sul a Norte. Tem algumas das mais exóticas fajãs de São Jorge: as Fajã dos Vimes, a Fajã dos Bodes, a Fajã de Além, a Fajã da Fragueira, a Fajã dos Cubres, a Fajã da Caldeira de Santo Cristo, a Fajã Redonda, a Fajã do Sanguinhal, além dos povoados do Portal e do Loural.
A Ribeira Seca é uma freguesia maioritariamente dedicada a agricultura. Tem na agro-pecuária e nas suas pastagens a sua maior riqueza. A indústria dos lacticínios encontra-se englobada na Cooperativa Agrícola e Lacticínios dos Lourais que produz queijos de São Jorge com denominação de origem protegida.
O nome desta localidade provém do facto de ser atravessada por uma ribeira que durante séculos foi utilizada para fazer trabalhar azenhas que transformavam em farinha o milho e o trigo usado na alimentação dos povos
No entanto e dado a irregularidade do seu caudal houve a necessidade de se proceder à construção de diversos moinhos de vento de que alguns exemplares, muitos em ruínas ainda se encontram dispersos pela paisagem.
Tem esta localidade como patrono San Tiago Maior, que se encontra numa Igreja de frontaria bastante característica, a Igreja de São Tiago Maior.
Dado a dimensão da freguesia e a ter várias dependências possui além da igreja central várias outras como é o caso da Capela de São Sebastião, a Igreja da Senhora da Boa Viagem, Ermida de Nossa Senhora do Livramento, Ermida de Nossa Senhora de Lourdes, Igreja do Senhor Santo Cristo, e a Ermida de Nossa Senhora dos Milagres, tratando-se esta de uma capela privativa anexa ao Solar dos Noronhas, onde, para além da cantaria, poderá apreciar o conjunto de dragoeiros e eira grande, bem como o cedro fino de grande porte.
Nesta freguesia e para além do Solar dos Noronhas, existem outros edifícios únicos que se destacam pelos estilos arquitectónicos que encerram. São exemplos desses estilos o Solar de Gaspar Silva que se trata do tipo colonial francês, dado que Gaspar Silva foi imigrante no Havai e ao regressar aos Açores, voltou detentor de uma apreciável fortuna na altura avaliada em mais de cem contos em prata pura. Essa fortuna permitiu-lhe construir a casa ao estilo colonial francês que sempre admirara.
A Ribeira Seca é a terra natal da família Lacerda da qual descende o maestro Francisco Inácio da Silveira de Sousa Pereira Forjaz de Lacerda, e é também a terra de outras figuras que de uma forma ou de outro muito contribuíram para a história da ilha de são Jorge, entre eles destacam-se: a família Pereira da Cunha, D. Maria Machado, António Ramiro ou Arlindo Cabral.
É também nesta localidade que se encontra a filarmónica a Sociedade União Popular de Instrução e Recreio , fundada em 1854.
Esta freguesia tem ainda uma Casa de Povo, uma escola pré-primária, uma escola primária e o centro Social de São José.

## Demografia
A população registada nos censos foi:

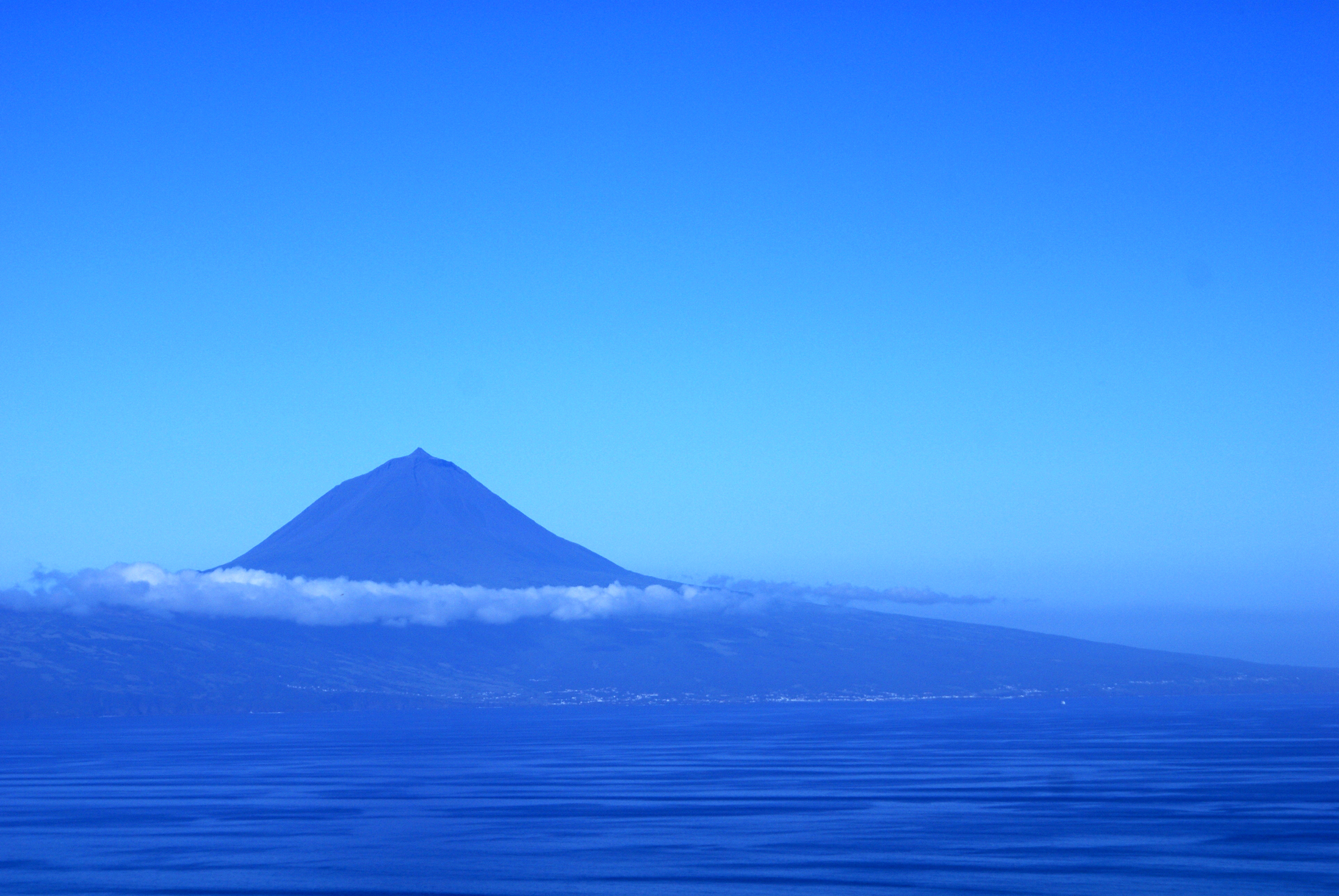
Montanha do Pico vista dos Lourais

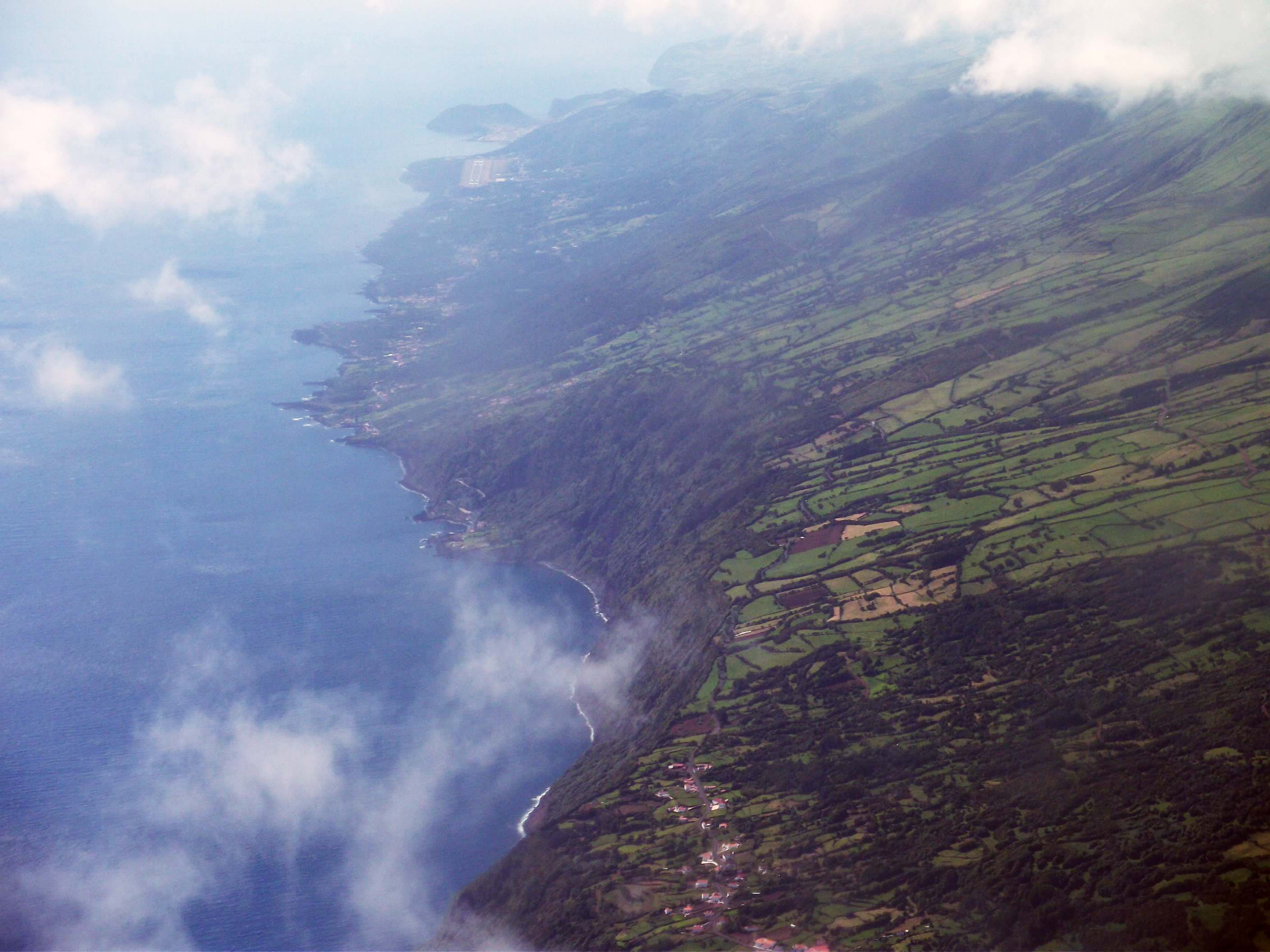
Ribeira Seca vista do ar

| Distribuição da População por Grupos Etários | Distribuição da População por Grupos Etários | Distribuição da População por Grupos Etários | Distribuição da População por Grupos Etários | Distribuição da População por Grupos Etários |
| -------------------------------------------- | -------------------------------------------- | -------------------------------------------- | -------------------------------------------- | -------------------------------------------- |
| Ano                                          | 0-14 Anos                                    | 15-24 Anos                                   | 25-64 Anos                                   | > 65 Anos                                    |
| 2001                                         | 173                                          | 170                                          | 569                                          | 193                                          |
| 2011                                         | 152                                          | 98                                           | 569                                          | 206                                          |
| 2021                                         | 101                                          | 87                                           | 480                                          | 229                                          |